# Mounir Madoui
Mounir Madoui (en arabe : منير مضوي) est un footballeur algérien né le 18 août 1979 à Sétif. Il évoluait au poste de défenseur.
Il est le frère cadet du joueur international Kheireddine Madoui.

## Biographie
Mounir Madoui évolue en première division algérienne avec le de l'ES Sétif. De 2002 2005, il joue 44 matchs en première division, sans inscrire de but. Ses statistiques d'avant 2002 ne sont pas connues.